# Cava Brusata

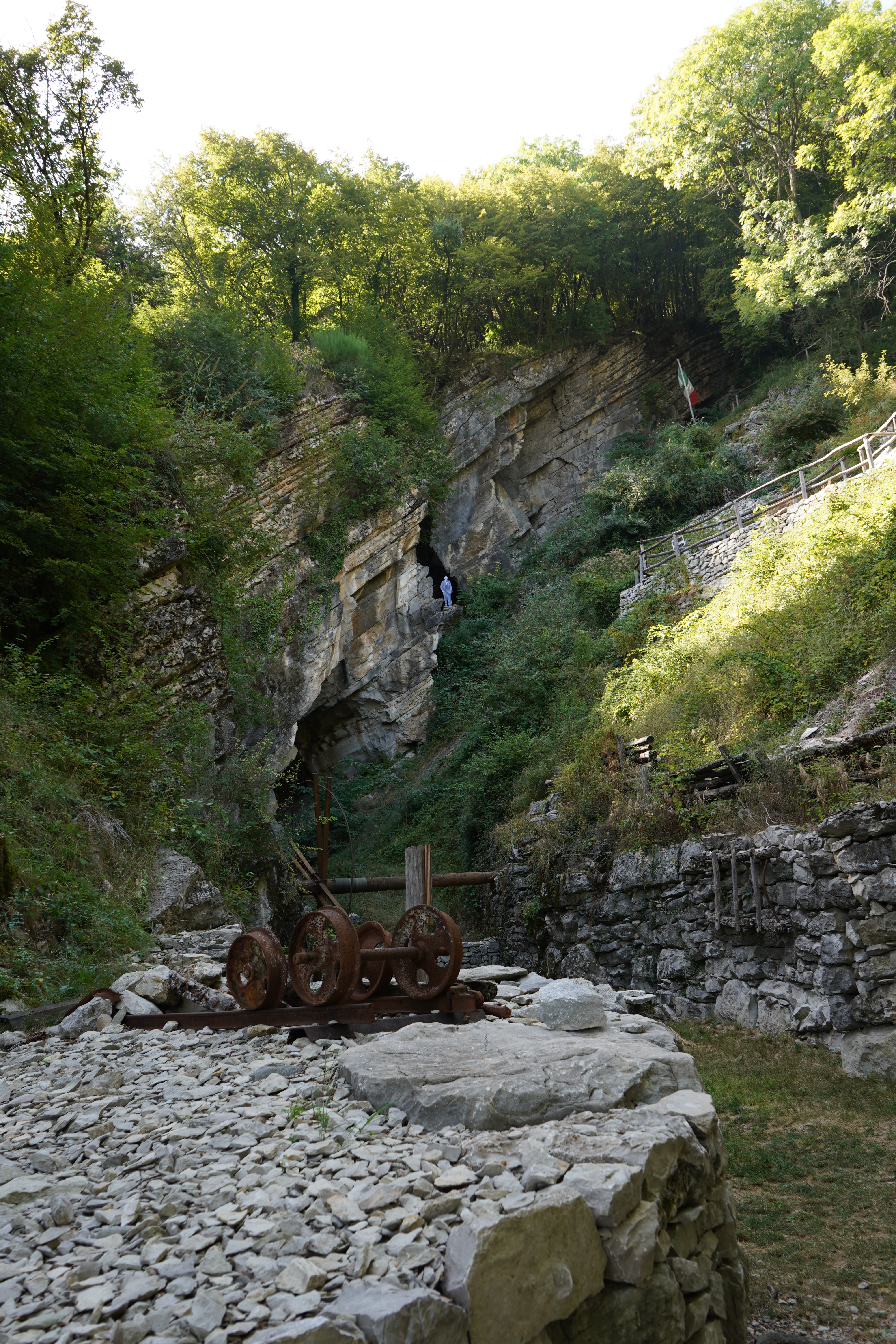
Cava Brusada

La Cava Brusata, detta anche "Cava Brusada" o "La Brusada", è una ex cava (miniera) estrattiva sita nel comune di Saltrio (VA). La cava ora è un sito pubblico che si affaccia sulle Prealpi varesine e sulla pianura lombarda.

## Storia
Località estrattiva, sita nel comune di Saltrio, a una altezza di circa 800 metri s.l.m. è stata per quasi 2.000 anni produttrice della celebre pietra di Saltrio, una roccia calcarea  formatasi per deposizione di sedimenti marini nel Giurassico Inferiore e utilizzata come roccia ornamentale.

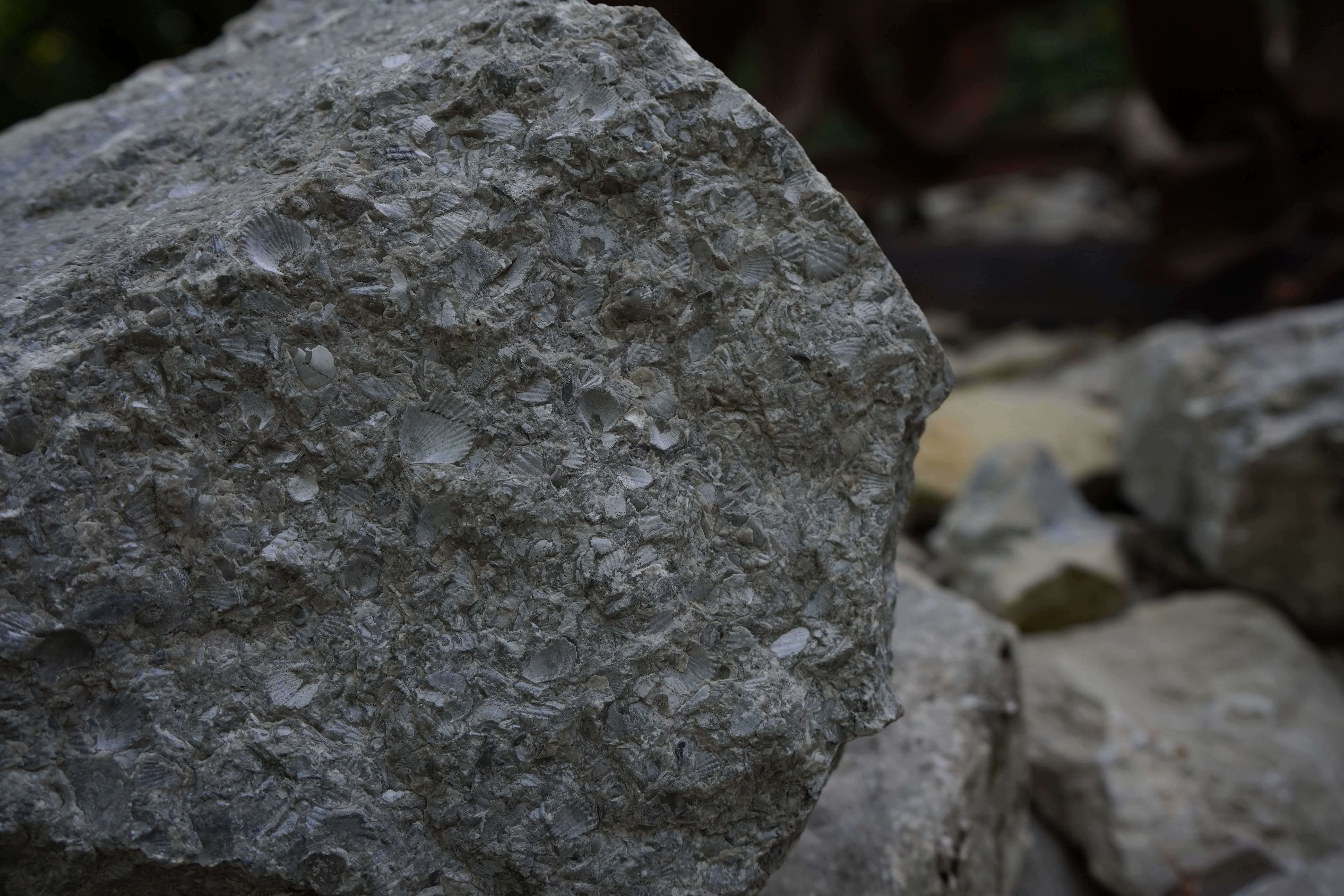
Roccia fossilifera affiorante in cava

La pietra di Saltrio venne utilizzata per la costruzione di palazzi sin dall'epoca romana. Sono stati ritrovati particolari realizzati con questo materiale durante gli scavi della Metropolitana di Milano, nelle vicinanze di Porta Romana (Milano), in alcune colonne del Duomo di Milano, nella facciata della Certosa di Pavia, nella facciata del Duomo di Lugano, nei preziosi portali di alcune case signorili di Viggiù, Saltrio, Clivio e nel vicino Canton Ticino.

## Recupero
Nel 2018 un gruppo di volontari dell’associazione “Amici del Monte Orsa” diede inizio a dei lavori per il disboscamento dell’area estrattiva, abbandonata nel 1939, con l’obiettivo di riportare la cava alle condizioni in cui si trovava quando ancora vi operavano i cavatori.
I lavori iniziano dalla sommità della cava per creare un piccolo balconcino che permette di osservare la profondità degli scavi, poi continuano al piano di mezzo per creare un vasto spazio delimitato da muretti a secco in cui sono stati posizionati cartelli che spiegano come fosse la vita in questi luoghi.

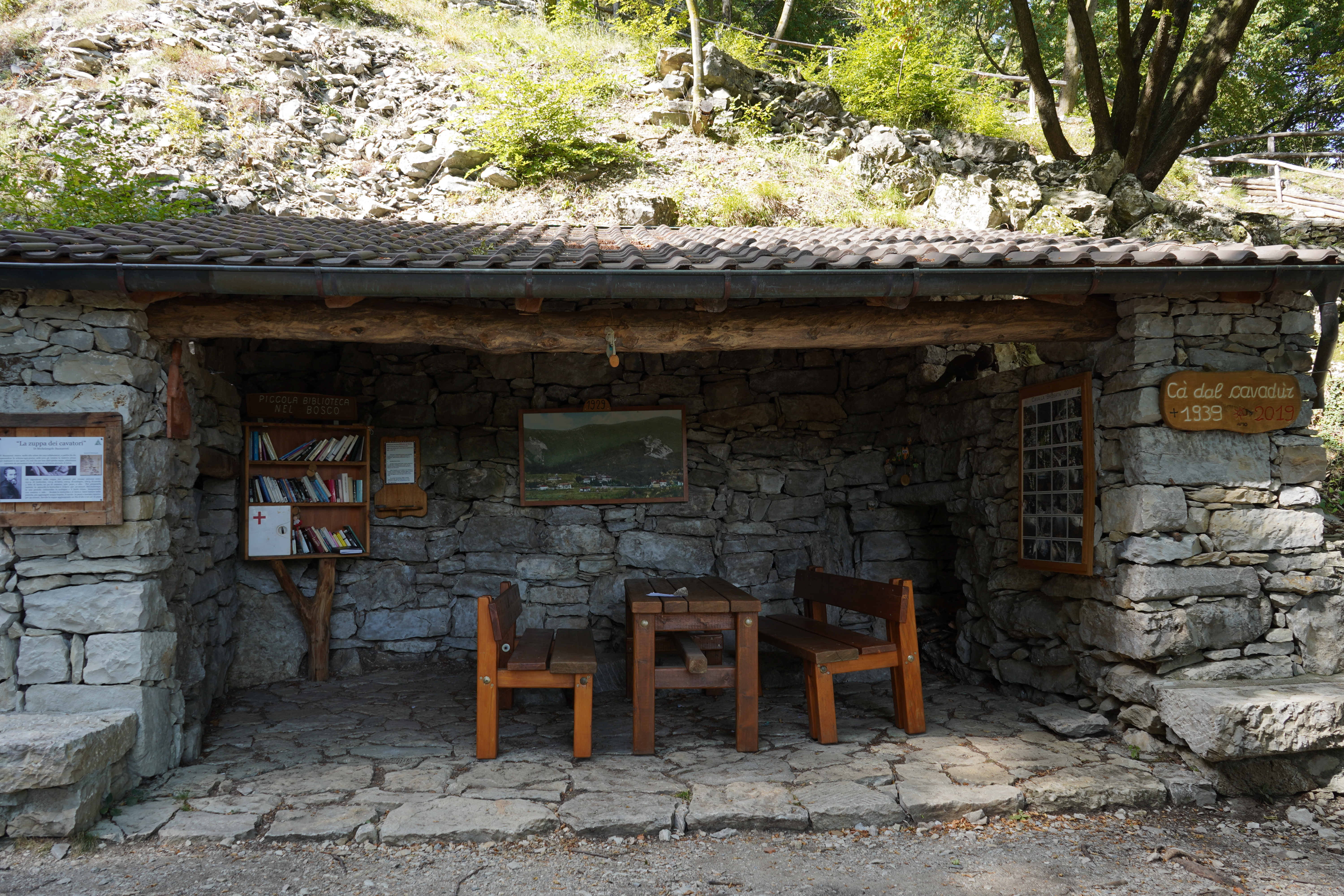
La casa del cavatore

Infine i lavori si sono concentrati sul piano più basso della cava dove viene ricostruita la Casa del cavatore, edificio che ai tempi delle attività di cava serviva come zona deposito materiale e ristoro, ma soprattutto presentava una forgia a carbone che veniva utilizzata per scaldare e riaffilare le punte e gli scalpelli utilizzati per l’estrazione del materiale. 
Inoltre è stato installato un argano recuperato nella Cava Salnova di Saltrio, per mostrare i metodi di spostamento del materiale all’esterno della cava.
Il lavoro di rimessa in sicurezza e fruibilità della cava Brusata è durato circa due anni, dato peculiare è la lunghezza totale di tutti i muretti a secco creati: oltre 120 metri lineari .